# Virgin Steele
Virgin Steele — американская рок-группа, играющая классический хэви-метал/американский пауэр-метал с элементами прогрессив метала и симфоник-метала.
Название группы переводится как «сталь первой выплавки», точно так же, как «virgin oil» — это «масло первого отжима».

## История группы
Группа образована гитаристом Джеком Старром в 1981 году. В первом составе группы были гитарист Джек Старр, ударник Джо Айвазяну и басист Келли Николс. Вокалиста Дэвида ДеФейса Джек Старр нашел по объявлению в газете. Когда Дэвид пришел в группу, по его предложению был уволен басист Келли Николс и взят на его место старый друг ДэФейса Джо О'Рейл.
В таком составе группа записала демо, которое впоследствии стало дебютным альбомом группы. Джек Старр разослал запись в различные музыкальные журналы и звукозаписывающие компании и вскоре группа получила предложение от Shrapnel Records, на включение их композиции «Children of the storm» в сборник US Metal Volume 2.
В 1982 году группа подписала контракт с лейблом Music For Nations, который выпустил дебютный альбом, получивший название Virgin Steele, а в 1983-м и второй альбом Guardians of the Flame. В то же время начались внутренние разногласия в группе, между Дэвидом ДеФейсом и Джеком Старром, которые закончились уходом из группы Старра.
Новым гитаристом группы стал друг ДеФэйса Эдвард Пурсино. В новом составе группа записала альбом Noble Savage и перейдя на лейбл SPV, в 1987 году провели два турне — одно вместе с Manowar, а другое с Black Sabbath.
В 1988 году группа выпустила альбом Age of Consent, на котором басовые партии исполнял сам Дэвид ДеФейс, в связи с тем, что басист группы болел в течение всей записи. В 1992 году басист Джо О’Релли ушел из группы и на его место пришел бывший басист группы Dio Тэдди Кук, с которым началась запись нового альбома, но в ходе записи басист опять поменялся, и им стал Роб Демартино. Новый альбом получил название Life Among the Ruins и вышел в 1993 году.
Запись нового альбома The Marriage of Heaven and Hell Part I началась опять без басиста, потому что Роб Демартино ушел из группы. Все басовые партии на этом альбоме записал Эдвард Пурсино и альбом вышел в 1995 году. После выхода альбома из группы ушёл ударник и на его место взяли Фрэнка Гилкриста и в таком составе была записана вторая часть альбома The Marriage of Heaven and Hell. Примерно в это же время в группу вернулся басист Роб Демартино.
В 1998 году группа выпустила заключительную часть трилогии «The Marriage of Heaven and Hell» — альбом Invictus. Но желание делать концептуальные альбомы группу не покидало и уже в 1999 году вышла первая часть дилогии «The House of Atreus», в основу которой легла трагедия Эсхила «Орестея». В 2000 году вышла вторая, менее тяжелая, но более мелодичная часть дилогии.
Очередной альбом группы — Visions of Eden вышел в 2006 году. Дэвид ДеФейс написал для него много песен и хотел выпустить бокс-сет из нескольких дисков, но лейбл в этом не был заинтересован, и пришлось ограничиться одним. Тематика этого альбома тесно связана с гностицизмом и критическим пересмотром христианской мифологии. Ключевой фигурой этого альбома стала Лилит, первая жена Адама и символ женской силы и независимости.
Свой новый альбом The Black Light Bacchanalia группа выпустила на лейбле Steamhammer 22 октября 2010 года в Германии, Австрии, Швейцарии, 29 октября в остальных странах Европы, 9 ноября в США и Канаде.
На данный момент известно, что коллектив заканчивает запись нового студийного альбома, который будет анонсирован в феврале/марте 2015 года.

## Состав

### Настоящее время
- Дэвид ДеФейс — Вокал, бас-гитара, пианино, клавишные (1981 — наши дни);
- Эдвард Пурсино — Гитара, бас-гитара (1985 — наши дни);
- Джош Блок — Бас-гитара (2000 — наши дни);
- Мэтт Маккэсти — Ударные (2016 — наши дни).

## Дискография

### Студийные альбомы
- Virgin Steele (1982)
- Guardians of the Flame (1983)
- Noble Savage (1985)
- Age of Consent (1988)
- Life Among the Ruins (1993)
- The Marriage of Heaven and Hell Part I (1995)
- The Marriage of Heaven and Hell Part II (1996)
- Invictus (1998)
- The House of Atreus Act I (1999)
- The House of Atreus Act II (2000)
- Visions of Eden (2006)
- The Black Light Bacchanalia (2010)
- Nocturnes of Hellfire & Damnation (2015)
- Серия из трёх альбомов Ghost Harvest (2018):
  - Vintage I - Black Wine for Mourning
  - Vintage II - Red Wine for Warning
  - Gothic Voodoo Anthems
- The Passion of Dionysus (2023)

### Мини-альбомы
- Wait for the Night (1983)
- Magick Fire Music (2000)

### Синглы
- Snakeskin Voodoo Man (1992)
- Through Blood and Fire (1998)

### Сборники
- Burn the Sun (1992)
- Hymns to Victory (2002)
- The Book of Burning (2002)

## Видеография
- Tale of the Snakeskin Voodoo Man (1992)

## Кавер-версии песен Virgin Steele
- Американская пауэр-метал группа Armory в 2014 году записала кавер на песню Love Is Pain, кавер вошел на 2-й студийный альбом группы - Empyrean Realms.
- Польская хэви-метал группа Crystal Viper в 2008 году выпустила кавер-версию песни Blood and Gasoline, которая вошла в компиляцию The Last Axeman. Помимо этого, в 2010-м вышел концертный альбом Defenders of the Magic Circle: Live in Germany, в котором есть кавер на композицию Virgin Steele, под названием Obsession (It Burns for You).
- Датская хэви-метал группа Iron Fire в 2014 году записала кавер на песню A Token of My Hatred, вышедшую в виде отдельного одноименного сингла.
- Греческая хэви-метал группа Clairvoyant в 1999 году записала кавер-версию песни Don't Say Goodbye (Tonight). Она вошла в дебютный альбом группы - Fighter's Soul.
- Швейцарская хэви-метал группа Emerald в 2004 году записала кавер на песню On the Wings of the Night. Кавер вошел в 3-й студийный альбом Forces of Doom.
- Греческая пауэр-метал группа Stendor в 2002 году исполнила кавер на песню Don't Say Goodbye, вошедшую на концертный альбом Live in Lamia.